# Timbuctù (film)
(Da Isaia 2:19-20. Frase d'apertura dei titoli di testa del film)
Timbuctù (Legend of the Lost - Arenas de muerte) è un film avventuroso del 1957 diretto da Henry Hathaway, con John Wayne, Sophia Loren e Rossano Brazzi.

## Trama
A Timbuctù, l'esperta guida Joe January si unisce controvoglia ad un'esplorazione nel Sahara, alla ricerca di un tesoro, capitanata da Paul Bonnard, ossessionato dall'idea di eseguire la volontà del padre morto di trovare una possibile città perduta. Una donna di nome Dita, invaghitasi di Paul e della sua volontà di dimenticare il passato, nonostante le proteste di Joe,si unisce ai due uomini  e aumenta le tensioni durante il viaggio.
Proprio quando esauriscono l'acqua, raggiungono miracolosamente un'oasi: lì trovano 3 scheletri umani, di una donna e due uomini; si scopre quindi che il padre di Paul aveva trovato la moglie tra le braccia di un altro, per poi uccidere loro e sé stesso. Nel luogo non vi è però alcun evidente tesoro, così Paul perde fiducia in suo padre e si ubriaca per la depressione.
Tuttavia presto i tre trovano davvero un tesoro, dopo il successo di Joe nel decifrare gli indizi lasciati dal padre di Paul nella sua Bibbia; così caricano sul loro carro il bottino e si preparano a ripartire il mattino seguente. La notte Paul, sempre sconvolto per l'accaduto, tenta di sedurre forzatamente Dita, che lo respinge categoricamente. Joe si risveglie e dopo una violenta colluttazione spinge Paul fuori dell'accampamento.
La mattina dopo Joe e Dita si svegliano e scoprono che Paul è fuggito, portando con sé il carro, il cavallo, le provviste e il tesoro, ovviamente con l'intenzione di vendicarsi e di lasciar morire i suoi compagni.
Perciò Joe e Dita lo inseguono a piedi nel deserto, e alla fine lo raggiungono, trovandolo privo di sensi a causa della disidratazione; tuttavia è solo un inganno, dato che mentre Joe sta cercando acqua, questo lo assale alle spalle ferendolo con un coltello: Dita oramai consapevole della pazzia omicida di Paul, raccoglie luna pistola uccidendolo.
Nel finale i due individuano una carovana che si avvicina in lontananza e Dita lancia dei segnali per farsi notare. Insieme a Joe, ferito ma ancora vivo grazie alla donna,i due  attendono di essere salvati e di essere portati in salvo.

## Produzione
Prima di Timbuctù, Henry Hathaway e John Wayne avevano lavorato insieme già 6 volte, in una collaborazione iniziata con Il grande tormento (1941) e terminata con Il Grinta (1969), film per cui Wayne si aggiudicò l'Oscar al miglior attore.
Il film fu anche per l'anziano Robert Presnell Jr., uno degli sceneggiatori di maggior successo di Hollywood, l'ultima esperienza prima di morire.

### Cast
All'inizio la parte di Paul Bonnard era stata offerta a James Mason, e solo dopo il suo rifiuto a Rossano Brazzi.
Fu inoltre l'unica collaborazione di John Wayne con le altre 2 star Sophia Loren e Rossano Brazzi.
Nella sua autobiografia, il direttore della fotografia del film, Jack Cardiff, ha narrato poi che nel primo giorno di riprese John Wayne, che avrebbe dovuto interpretare la parte di un legionario, arrivò sul posto vestito da cowboy. Quando quindi il fotografo chiese al regista Hathaway perché l'attore fosse conciato da cowboy, questi guardò Cardiff come se fosse matto ed esclamò: "Lui è SEMPRE conciato da cowboy!".
Nel suo stesso libro, Cardiff ha anche aggiunto che Hathaway spesso non era rispettoso dei gentiluomini inglesi della troupe: ad esempio, secondo lui, il regista non sopportava la propensione di questi a prendersi una pausa per il tè delle 5.

### Riprese
Il film venne girato totalmente in Libia, che viene citata nei titoli di coda del film.
Infatti i reperti romani di Leptis Magna (colonia risalente al VII secolo a.C. vicino a Tripoli), appunto in Libia, vennero ampiamente utilizzati per ricostruire l'antica città senza nome visibile del film. Un'altra location scelta fu Timgad, antichissima colonia romana sempre nello Stato libico, nonostante essa non c'entrasse quasi per nulla con la geografia della trama. La "Timbuctù" del film è in realtà Zliten, sempre in Libia.
Il "quartier generale" nel film venne posto a Gadames, dove, secondo il manifesto pubblicitario, sul set erano stati impiegati come comparse anche abitanti dei villaggi locali, come alcuni Tuareg del deserto del Sahara.

## Distribuzione
Il film uscì nelle sale cinematografiche statunitensi il 17 dicembre del 1957, mentre nel resto del mondo nel corso del 1958. In Canada il film è uscito soltanto nel 2002 con l'arrivo del DVD.

### Home video
Una versione Blu-ray e DVD del film è uscita in tutto il mondo a partire dal 3 dicembre 2002, anche se solo in inglese e francese. Nella versione originale in inglese sia Brazzi che la Loren recitano con la loro voce non doppiati.

## Accoglienza

### Incassi
A fronte di un budget di circa 1,7 milioni di dollari, il film fu un discreto successo per l'epoca, arrivando, alla fine del 1958, ad un incasso complessivo di oltre $ 2,5 milioni.

### Critica
Nemmeno il cast di stelle, la sceneggiatura di Presnell o la regia di Hathaway impedirono a Timbuctù di essere aspramente recensito dalla critica.

Per esempio, per il New York Times, Bosley Crowther scrisse la seguente recensione:
Nell'invio nel Sahara di una carovana zeppa di star e attrezzature a colori, Timbuctù, arrivato al Campidoglio sabato scorso, ci mostra come sesso, dramma e western non si mescolano affatto bene… Sfortunatamente, né il cast né la regia sono all'altezza della sceneggiatura del film. Il personaggio della Mrs. Sophia Loren dimostra di essere molto di più di un bel viso affascinante, e questo è bello… Peccato che a non dimostrarlo siano le sue 2 controparti maschili. Insomma, il Sahara è un'area stupenda da visitare, ma Timbuctù difficilmente ne giustifica il viaggio!

## Curiosità
- John Wayne durante le riprese del film si ruppe una gamba, mentre fuggiva da uno scorpione intravisto nella sabbia;[13]
- Il revolver di Joe January (John Wayne) è una Bodeo Mod. 1889, pistola italiana raramente utilizzata al di fuori del cinema italiano, in realtà venne prodotta soltanto 3 anni dopo l'ambientazione del film, appunto nel 1889.[14]